# Caygan Capital
Caygan Capital（ケイガン・キャピタル）は、シンガポールとロンドンに拠点を持つマルチアセット投資会社で、主に年金基金、金融機関、財団などの機関投資家を対象に運用サービスを提供している。

## 沿革
- 2004年11月 – シンガポールにて前身会社設立。
- 2009年 – 日本市場向けにマルチアセット・ヘッジファンドを運用開始（Aleutian Fundなど）
- 2011年 – グローバル市場向けマルチストラテジーファンドを立ち上げ。
- 2014年3月 – ロンドン法人（Caygan Capital Ltd.）設立。
- 2020年以降 – 気候変動・社会課題の解決に向けたスタートアップ投資を開始。

## 投資戦略と商品
2009年に日本市場向け、2011年にグローバル市場向けのマルチストラテジーファンドを立ち上げ、以下のような戦略を展開。
- キャリーとコンベクシティの最適化：市場の安定期にはキャリー（利回り）を追求し、変動期にはコンベクシティ（価格変動性）を活用することで、経済サイクルに応じた収益機会を狙います。
- リサーチ重視：グローバルマクロ、企業ファンダメンタルズ、定量分析など、多角的なリサーチにより、非コンセンサスな市場見解を導き出します。
- リスク管理：AT1債、転換社債、ハイブリッド債など複雑な金融商品に対するリスクのモデリングと定量化に強みを持ちます。caygan.com

代表的なファンドには、Aleutian FundやJapan Hybrids SPCなどがある。

## 経営陣
- 中川 成久（Naruhisa Nakagawa）：創業者兼CIO（最高投資責任者）。東京大学卒業後、ゴールドマン・サックスやメリルリンチ日本法人での経験を経て、2009年にGCIアセットマネジメントに参加し、後にCaygan Capitalを設立した[3][4]。
- ナンダ・ロカナタン（Nanda Lokanathan）：CEO（最高経営責任者）。2007年にGCIシンガポール（現Caygan）に参加し、トレーダー、運用・コンプライアンス責任者、COOなど多岐にわたる役割を担う。